# Incidente de Haiphong
O Incidente de Haiphong ou Massacre de Haiphong ocorreu em 23 de novembro de 1946, quando o cruzador francês Suffren e vários avisos bombardearam a cidade costeira vietnamita de Haiphong, matando cerca de 6.000 vietnamitas. O incidente, também conhecido como bombardeamento de Haiphong, é considerado o primeiro confronto armado em uma série de eventos que levariam à Batalha de Hanói em 19 de dezembro de 1946 e, com esta, à eclosão oficial da Primeira Guerra da Indochina. 